# Naoko Sawamatsu
Naoko Sawamatsu (jap. 沢松奈生子 Sawamatsu Naoko; ur. 23 marca 1973 w Nishinomiya) – japońska tenisistka, reprezentantka kraju w Fed Cup, medalistka igrzysk azjatyckich, olimpijka z Barcelony (1992) i Atlanty (1996).
Jako zawodowa tenisistka kontynuowała tradycję rodzinną – jej ciotka Kazuko wygrała w 1975 konkurencję debla na Wimbledonie. Od 1990 Naoko Sawamatsu była regularnie klasyfikowana w czołowej pięćdziesiątce rankingu gry pojedynczej; w lutym 1995 osiągnęła najwyższą lokatę w karierze – nr 14; w styczniu 1995 została także sklasyfikowana pod koniec pierwszej setki w rankingu deblowym.
Wygrała w karierze cztery turnieje – dwukrotnie w Singapurze (1990 i 1994), w Strasburgu (1993) i w Dżakarcie (1997). W 1995 dotarła do ćwierćfinału wielkoszlemowego Australian Open, pokonując po drodze m.in. wyżej klasyfikowane Amerykankę Mary Joe Fernández i rodaczkę Kimiko Date; przegrała z Hiszpanką Arantxą Sánchez Vicario. Cztery razy występowała ponadto w IV rundzie turniejów wielkoszlemowych (1/8 finału) – Australian Open 1995, French Open 1991, Wimbledon 1992 i 1994. W 1998 zakończyła karierę sportową; jej ostatnim występem turniejowym była impreza w Tokio (Toyota Princess Cup), gdzie w drugiej rundzie przegrała z Moniką Seles. Dzięki występom na korcie zarobiła łącznie ponad milion dolarów.
Reprezentowała Japonię w Fed Cup w latach 1988–1998, wyłącznie w grze pojedynczej; wygrała 8 pojedynków, przegrała 12. W 1994 przyczyniła się do osiągnięcia ćwierćfinału tych rozgrywek przez reprezentację narodową.
Dwukrotnie wystartowała w konkurencji gry pojedynczej na igrzyskach olimpijskich, w Barcelonie (1992) i Atlancie (1996), najdalej dochodząc do drugiej rundy w Atlancie.